# Ceratophysella scotti
Ceratophysella scotti är en urinsektsart som beskrevs av Riozo Yosii 1962. Ceratophysella scotti ingår i släktet Ceratophysella och familjen Hypogastruridae. Inga underarter finns listade i Catalogue of Life.